# Edgar Lin
Edgar Lin Chun-yi (chinesisch 林俊義; * 23. Juli 1938 in Taihoku) ist ein taiwanischer Biologe, Umweltschützer, Diplomat und Politiker.

## Frühes Leben und Karriere
Lin studierte Anglistik an der National Taiwan University und promovierte in Ökologie an der Indiana University. Er blieb einige Zeit in den USA und arbeitete als wissenschaftlicher Mitarbeiter im Ausschuss für Wissenschaft, Raumfahrt und Technologie des Repräsentantenhauses.
Nach seiner Rückkehr nach Taiwan lehrte Lin an der Tunghai-Universität. Lin engagierte sich in den 1980er Jahren in der taiwanesischen Umweltbewegung. Er wurde als Pate der Bewegung bekannt und war ein bekannter Anti-Atomkraft-Aktivist. Später war er Präsident von Greenpeace Taiwan.

## Politische Laufbahn
Lin kandidierte 1989 bei den Parlamentswahlen für einen Sitz im Legislativ-Yuan in Taichung. Seine erfolglose Kampagne wurde von der Demokratischen Fortschrittspartei unterstützt. 1992 wurde er in die Nationalversammlung gewählt. Die Nationalversammlung blockierte nach ihrer Einberufung eine Reihe von Reformvorschlägen. Gemeinsam mit seinen Parteikollegen Huang Hsin-chieh und Chen Yung-hsing verließ Lin die Versammlung am 4. Mai 1992 und kritisierte Verfahrensverstöße. Im September 1993 nahm Lin die Nominierung der DPP als Kandidat für das Bürgermeisteramt von Taichung an. Lin verlor gegen Lin Po-jung, der sich eine zweite Amtszeit in Folge sicherte.
Lin leitete das Umweltschutzamt von Taipeh, während Chen Shui-bian Bürgermeister war. Chen wurde im Jahr 2000 zum Präsidenten gewählt, und Lin wurde im April von Premierminister Tang Fei zum Minister der Umweltschutzbehörde ernannt. Am 20. Mai trat er zusammen mit dem Rest des Kabinetts sein Amt an. Kurz nach seinem Eintritt in die EPA widerrief Lin seine Opposition gegen die Kernenergie und erklärte, er habe diese Haltung hauptsächlich zur Bekämpfung des Totalitarismus vertreten. Im Oktober unternahm Lin seine erste offizielle Reise in die Vereinigten Staaten und war der erste EPA-Exekutivbeamte, der Umweltschützer in sein Auslandskontingent aufnahm. Im Januar 2001 ereignete sich die Ölkatastrophe auf Amorgos, und der Exekutiv-Yuan wurde für seine verspätete Reaktion kritisiert. Daraufhin trat Lin im März von seinem Amt zurück.
Im August desselben Jahres wurde Lin zum Botschafter in Gambia ernannt. Er amtierte bis Dezember 2004 und wurde dann als Taiwans Repräsentant im Vereinigten Königreich vereidigt. Seine erste Reise nach Großbritannien fand im darauffolgenden Monat statt. Während seines Aufenthalts im Vereinigten Königreich sprach sich Lin gegen das Ein-China-Prinzip, das Anti-Sezessionsgesetz und die Thesen „Ein Land, zwei Systeme“ aus. Stattdessen schlug Lin vor, dass die Europäische Union eine eigene Version des US-amerikanischen Taiwan Relations Act verabschieden sollte.

## Auszeichnungen und Ehrungen
- 2005: Order of the Republic of The Gambia Commander (CRG Honorary)[17]